# جیسکه بانک
جیسکه بانک (انگلیسی: Jyske Bank) شرکت خدمات مالی و بانکداری دانمارکی است، که در سال ۱۹۶۷ تأسیس شد.